# Naissance en 1981
Naissance
- 1977
- 1978
- 1979
- 1980
- 1981
- 1982
- 1983
- 1984
- 1985

Les naissances en 1981 concernent les personnalités nées entre le 1er janvier et le 31 décembre 1981.

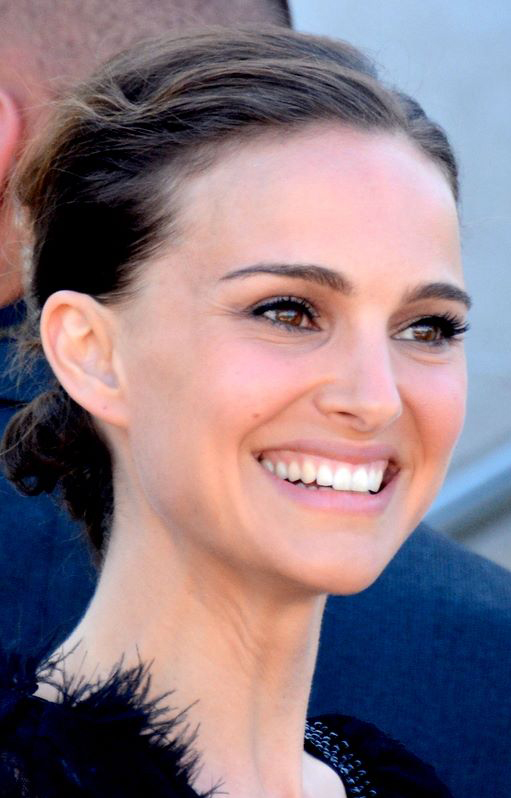
Natalie Portman en 2015.

## Janvier
- 1er janvier : 
  - Eden Riegel, actrice américaine.

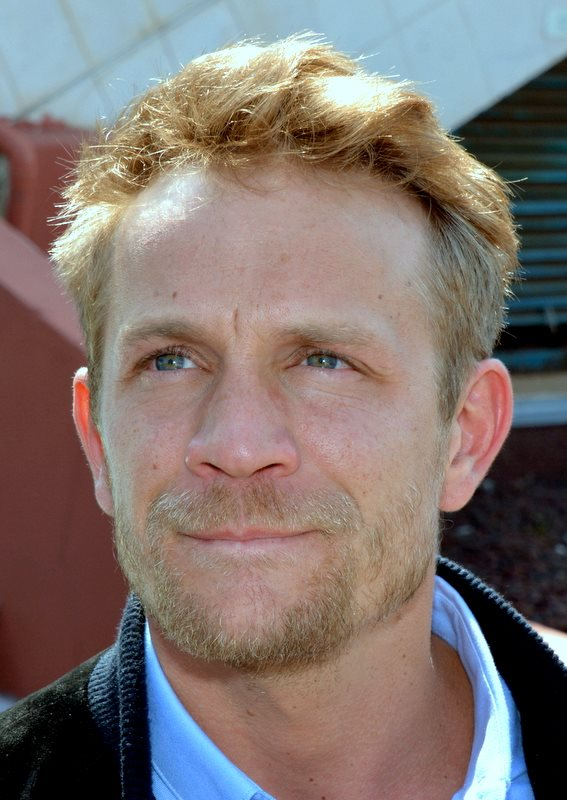
Jérémie Renier en 2016.

  - Renata Ávila Pinto, avocate et militante guatémaltèque de la culture libre.
- 2 janvier : Paul-Henri Sandaogo Damiba, militaire et homme d'État burkinabé, Président du Burkina Faso depuis 2022.
- 4 janvier : Olena Chebanu, athlète handisport azerbaïdjanaise.
- 5 janvier : Joel Thomas Zimmerman dit deadmau5, deejay et producteur canadien.
- 6 janvier : Jérémie Renier, acteur belge.
- 7 janvier : Arnaud Tiercelin, écrivain français.
- 8 janvier : Genevieve Padalecki, actrice américaine.
- 10 janvier : Jared Kushner, homme d'affaires américain.
- 13 janvier : Lee Hyo-jung, joueuse de badminton sud-coréenne.
- 14 janvier : Pitbull, chanteur cubain.
- 15 janvier : Howie Day, chanteur britannique.
- 16 janvier : Nick Valensi, guitariste des Strokes.
- 18 janvier : 
  - Olivier Rochus, joueur de tennis belge.
  - Otgonbayar Ershuu, artiste mongole.
  - Kang Dong-won, acteur sud-coréen.
- 19 janvier : 
  - Audrey Lamy, actrice et humoriste française.
  - Florent Piétrus, basketteur français.
  - Marjolaine Bui, animatrice de télévision française.
- 21 janvier : Izabella Miko, compositrice et actrice polonaise.
- 22 janvier : Beverley Mitchell, actrice américaine.
- 23 janvier : Julia Jones, actrice américaine.
- 24 janvier : 
  - Carrie Coon, actrice américaine.
  - Ben Mazué, chanteur français.
- 25 janvier :
  - Clara Morgane, chanteuse, animatrice de télévision et ancienne actrice française de films pornographiques français.
  - Alicia Keys, chanteuse américaine.
  - Charlie Bewley, acteur britannique.
- 26 janvier : 
  - Colin O'Donoghue, acteur et musicien irlandais.
  - Gustavo Dudamel, chef d'orchestre et violoniste vénézuélien.
- 28 janvier : Elijah Wood, acteur, producteur et DJ américain.
- 29 janvier : 
  - Jonny Lang, chanteur et guitariste américain.
  - Tenoch Huerta Mejía, acteur mexicain.
- 31 janvier :
  - Justin Timberlake, musicien américain.
  - Andy Cartagena, rejoneador espagnol.
  - Lucía Lapiedra, actrice pornographique espagnole.

## Février
- 3 février :
  - Alkpote, rappeur français.

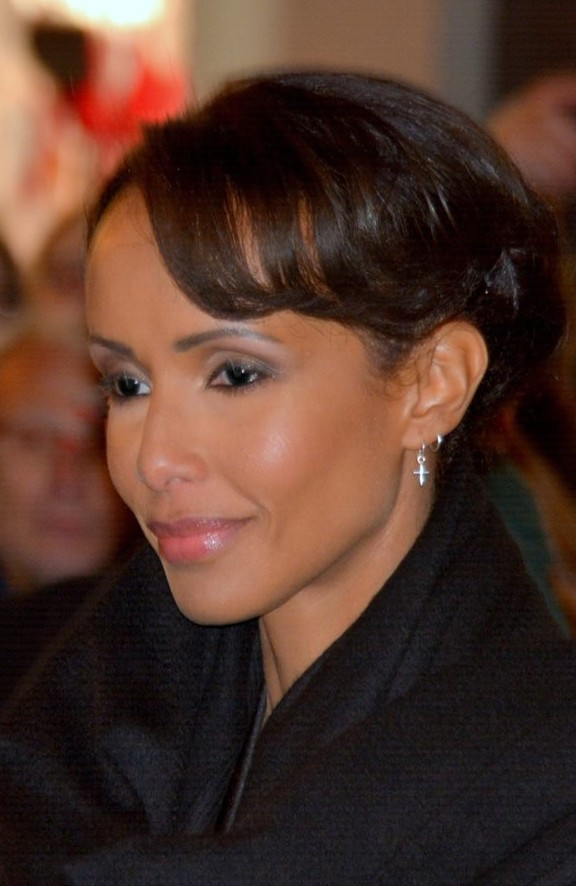
Sonia Rolland en 2018.

  - SebastiAn, musicien et disc jockey français.
  - Sami Gtari, footballeur franco-tunisien.
- 4 février : Paulien van Deutekom, patineuse de vitesse néerlandaise († 2 janvier 2019).
- 5 février :
  - Mia Hansen-Løve, réalisatrice et actrice française.
  - Julie Zenatti, chanteuse française.
  - David Mora, matador espagnol.
- 6 février : Alan Gagloïev, homme politique sud-ossète.
- 7 février : Éva Bisseni, judokate et jujitsuka française.
- 8 février : Steve Gohouri, footballeur ivoirien († 31 décembre 2015).
- 9 février : Tom Hiddleston, acteur britannique.
- 10 février :
  - Natasha St-Pier, chanteuse canadienne.
  - Cho Yeo-jeong, actrice sud-coréenne.
- 11 février :
  - Kelly Rowland, chanteuse du groupe Destiny’s Child.
  - Sonia Rolland, actrice et réalisatrice franco-rwandaise.
- 12 février : Lisa Hannigan, chanteuse irlandaise.
- 13 février : Liam Miller, footballeur irlandais († 9 février 2018).
- 17 février :
  - Joseph Gordon-Levitt, acteur américain.
  - Paris Hilton, jet-setteuse américaine, héritière des hôtels Hilton.
- 18 février : Kim Jae-won, acteur sud-coréen.
- 19 février : Shirlene Coelho, athlète handisport brésilienne.
- 20 février : Adrian Lamo, informaticien américain († 14 mars 2018).
- 23 février : L, chanteuse française.
- 24 février : 
  - Roger Abotome Bakabisya, homme politique de la République démocratique du Congo.
  - Lleyton Hewitt, joueur de tennis australien.
- 27 février : Josh Groban, auteur-compositeur-interprète américain.

## Mars
- 1er mars : 

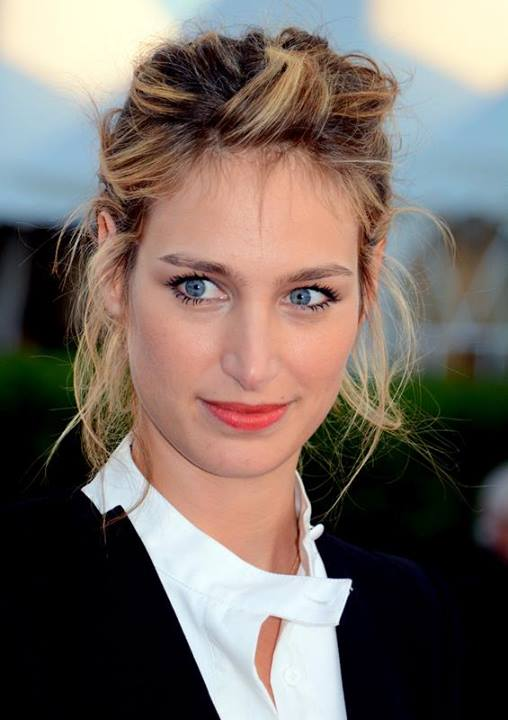
Pauline Lefèvre en 2013.

  - Ana Hickmann, mannequin brésilienne.
  - Adam LaVorgna, acteur américain.
  - Robinson Stévenin, acteur français.
- 3 mars : Justin Gabriel catcheur sud-africain
- Tobias Forge : fondateur et chanteur du groupe suédois Ghost
- 6 mars : Ellen Muth, actrice américaine.
- 7 mars : Arnaud Cosson, humoriste français.
- 9 mars : 
  - Lilou Fogli, actrice française.
  - Monica Contrafatto, athlète handisport italienne.
- 10 mars : Samuel Eto'o, ancien footballeur camerounais professionnel.
- 11 mars : Russell Lissack, guitariste anglais du groupe Bloc Party.
- 12 mars : Aaron Harper, joueur de basket-ball américain († 3 novembre 2023).
- 13 mars : Ryan Jones, rugbyman gallois.
- 15 mars :
  - Gaby Ahrens, tireuse sportive namibienne.
  - Young Buck, rappeur américain.
  - Abdelhalim Guidouh, footballeur algérien.
  - Brice Guyart, escrimeur français.
  - Viktoria Karpenko, gymnaste artistique ukrainienne et bulgare.
  - Jens Salumäe, sauteur à ski et coureur du combiné nordique estonien.
  - Brigitte Yagüe, taekwondoïste espagnole.
- 16 mars : Vincent Cerutti, animateur de télévision français.
- 17 mars : 
  - Leslie Barbara Butch, Disc jockey française.
  - Nicky Jam, chanteur et compositeur de reggaeton.
- 18 mars :
  - Mona Achache, réalisatrice, scénariste et actrice franco-marocaine.
  - Fabian Cancellara, cycliste suisse.
  - Leslie Djhone, athlète français.
  - Jang Na-ra, chanteuse et actrice sud-coréenne.
  - LP, autrice-compositrice-américaine et musicienne américaine.
- 19 mars : Kim Rae-won, acteur sud-coréen.
- 21 mars : Pauline Lefèvre, animatrice de télévision française.
- 25 mars : 
  - Béatrice de La Boulaye, comédienne, auteure et metteuse en scène française.
  - Casey Neistat, vidéaste américain.
- 26 mars : Jay Sean, chanteur indo-anglais.
- 27 mars : Quim Gutiérrez, acteur espagnol.
- 29 mars : Jlloyd Samuel, footballeur trinidadien et anglais († 15 mai 2018).

## Avril

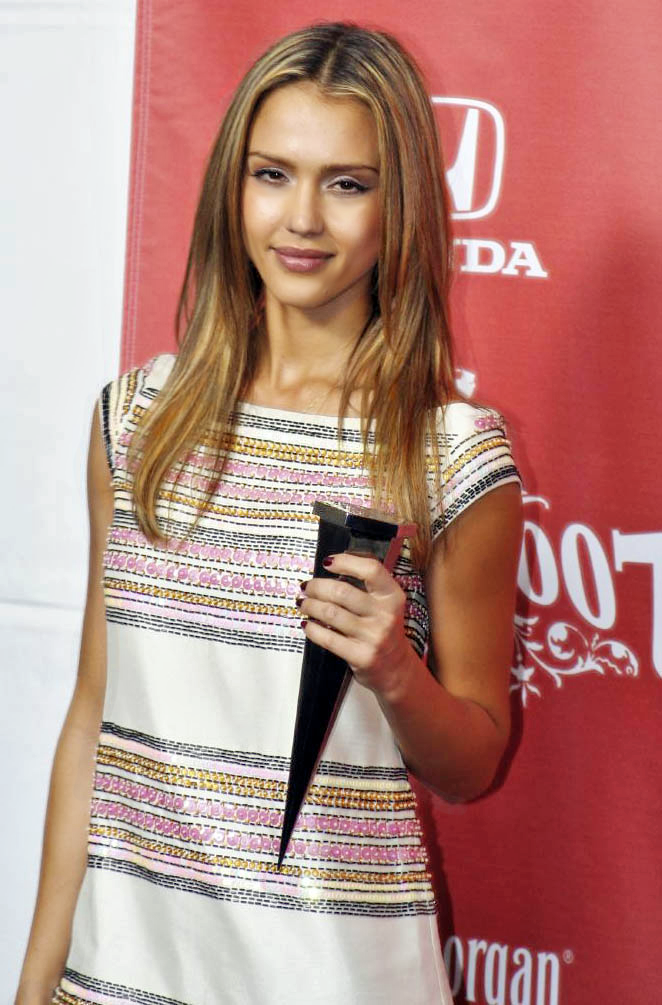
Jessica Alba en 2007.

- 1er octobre : Florin Zalomir, escrimeur roumain († 3 octobre 2022).
- 2 avril : Bethany Joy Lenz, actrice et chanteuse américaine.
- 4 avril  : Curren$y, rappeur américain.
- 6 avril : Eliza Coupe, actrice américaine.
- 7 avril  : Óscar Alberto Pérez, policier vénézuélien († 15 janvier 2018).
- 8 avril : 
  - Taylor Kitsch, acteur canadien.
  - Frédérick Bousquet, nageur français.
  - Gummy, chanteuse sud-coréenne
- 9 avril : Eric Harris, responsable de la fusillade de Columbine († 20 avril 1999).
- 10 avril : 
  - Lætitia Bléger, Miss France 2004.
  - Mary Munive, femme politique, vice-présidente du Costa Rica.
  - Michael Pitt, acteur et musicien américain.
- 12 avril : Damien Schmitt, musicien français.
- 15 avril : Lee Yeon-kyoung, athlète sud-coréenne.
- 19 avril :
  - Hayden Christensen, acteur et producteur canado-américain.
  - Michaël Espinho, animateur de radio et de télévision belge.
  - Farkhunda Zahra Naderi, députée afghane.
- 20 avril :
  - Mike Blair, rugbyman écossais.
  - Sefyu, rappeur français.
  - Ermal Meta, chanteur italien d'origine albanaise.
- 22 avril : Virginie de Clausade, actrice, auteure, productrice et animatrice audiovisuelle franco-belge.
- 23 avril : Gemma Whelan, actrice anglaise.
- 24 avril :
  - Jasmine Trinca, actrice italienne.
  - Kanika Maheshwari, actrice indienne.
- 25 avril : 
  - Felipe Massa, pilote de Formule 1.
  - Laura Birn, actrice finlandaise.
- 26 avril : Matthieu Delpierre, footballeur français.
- 27 avril : Roberto Bissonnette, joueur de hockey sur glace, chansonnier et co-actionnaire des Capitales de Québec († 4 septembre 2016).
- 28 avril :
  - Jessica Alba, actrice américaine.
  - Alex Riley, catcheur de la WWE.
- 30 avril :
  - Aleksandr Alekseyev, boxeur russe.
  - Tarik Bouguetaïb, athlète marocain.
  - Diego Occhiuzzi, escrimeur italien.
  - Brittany Finamore, actrice américaine.
  - Chrystelle Naami Yang, taekwondoïste camerounaise.
  - Kunal Nayyar, acteur américano-indien.
  - Kristin Størmer Steira, fondeuse norvégienne.
  - Astou Traoré, basketteuse sénégalaise.

## Mai

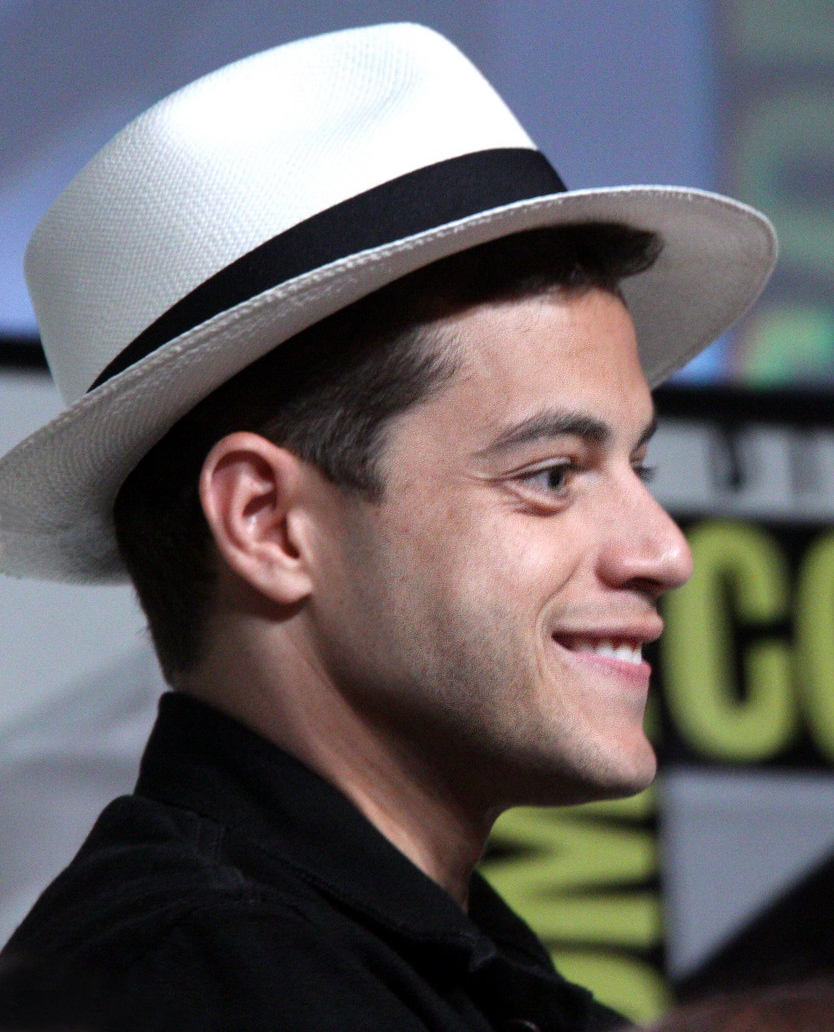
Rami Malek en 2012.

- 2 mai : L'Algérino, rappeur français.
- 3 mai :
  - Léonie Bischoff, auteure et dessinatrice de bandes dessinées suisse.
  - Stefan Henze, céiste allemand († 15 août 2016).
- 4 mai : Soan, vainqueur de la Nouvelle Star 7.
- 5 mai : 
  - Craig David, chanteur britannique.
  - Luke Helder, étudiant américain, poseur de bombes, surnommé le Midwest Pipe Bomber.
- 7 mai :
  - Vincent Clerc, joueur de rugby à XV et à sept français.
  - Maria Radner, contralto allemande († 24 mars 2015).
- 8 mai :
  - Stephen Amell, acteur canadien.
  - Andrea Barzagli, footballeur italien.
  - Tatyana Dektyareva, athlète russe.
  - Rashid Shafi al-Dosari, athlète qatarien.
  - Jan-Armin Eichhorn, lugeur allemand.
  - Fanta Keita, judokate sénégalaise († 30 octobre 2006).
  - Tomasz Motyka, escrimeur polonais.
  - Srđan Radonjić, footballeur monténégrin.
  - Alfredo Simón, joueur de baseball dominicain.
  - Yasuko Tajima, nageuse japonaise.
  - Blaž Vrhovnik, sauteur à ski slovène.
- 9 mai : 
  - Yu Yokoyama, chanteur et acteur japonais.
  - Denis Pouchiline, Homme politique ukrainien.
- 10 mai : 
  - Zaho, chanteuse algéro-canadienne.
  - Sabrina Sebaihi, femme politique française.
- 11 mai :
  - Barcella, chanteur français.
  - Adam Hansen coureur cycliste australien.
  - Lauren Jackson, joueuse australienne de basket.
  - Daisuke Matsui, footballeur japonais.
  - Olumide Oyedeji, joueur de basket-ball nigérian.
- 12 mai : 
  - Rami Malek, acteur américain et égyptien.
  - Abdoulaye Maïga, officier et homme d'État malien.
- 13 mai : Florent Mothe, chanteur français.
- 15 mai : 
  - Myriam Abel, chanteuse française.
  - Patrice Évra, footballeur français.
- 16 mai : Joseph Morgan, acteur anglais.
- 17 mai :
  - Bastien Lucas, chanteur français.
  - Shiri Maimon, chanteuse israélienne.
- 19 mai : Daigo Umehara, joueur professionnel de jeu de combat japonais.
- 20 mai : 
  - Iker Casillas, footballeur espagnol.
  - Wally Adeyemo, conseiller économique et politique nigérian-américain.
- 21 mai :
  - Rachel Kolly, violoniste soliste suisse.
  - Belladonna, actrice pornographique américaine.
- 22 mai : Bassel Khartabil, développeur open-source palestino-syrien († 2015).
- 23 mai : Gwenno, chanteuse galloise.
- 29 mai :
  - Andreï Archavine, footballeur russe.
  - Alton Ford, joueur de basket-ball américain († 2 avril 2018).
  - Inès Léraud, journaliste et documentariste française.
- 30 mai : Devendra Banhart, chanteur américain.

## Juin

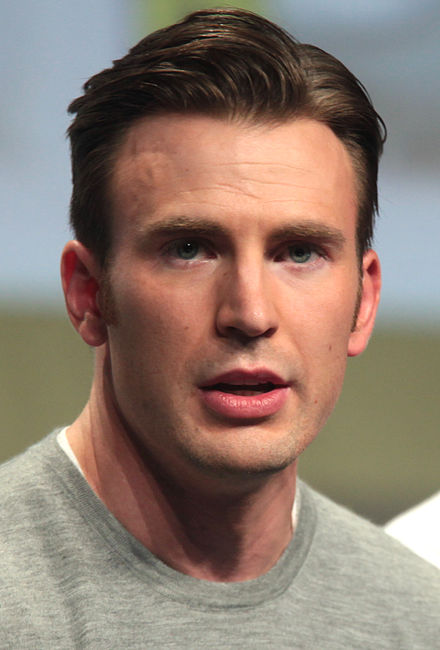
Chris Evans en 2014.

- 1er juin : Amy Schumer, actrice américaine.
- 2 juin : Nikolay Davydenko, joueur de tennis russe.
- 4 juin :
  - Denis Koudachiov, coureur cycliste soviétique († 14 juillet 2008).
  - Janine Watson, taekwondoïste australienne.
- 6 juin :
  - Johnny Pacar, acteur américain.
  - Jackson Vroman, joueur de basket-ball libano-américain († 29 juin 2015).
- 7 juin : Anna Kournikova, joueuse de tennis russe.
- 8 juin :
  - Ashley Biden, travailleuse sociale, militante, philanthrope et créatrice de mode américaine.
  - Cassie Mitchell, athlète handisport américaine.
- 9 juin : Natalie Portman, actrice américaine.
- 12 juin : Adriana Lima, mannequin brésilien.
- 13 juin :
  - Julie-Marie Parmentier, actrice française.
  - « El Fandi » (David Fandilla Marín), matador espagnol.
  - Chris Evans, acteur américain.
- 14 juin : Guillaume Meurice, humoriste français.
- 15 juin : Lisa Marie Thalhammer, peintre et muraliste américaine.
- 19 juin :  
  - Moss Burmester, nageur néo-zélandais.
  - Nadia Centoni, joueuse italienne de volley-ball.
  - Valerio Cleri, nageur italien.
  - Dorian James, joueur sud-africain de badminton.
  - Mario Duplantier, batteur français du groupe Gojira.
  - Clémentine Poidatz, actrice française.
- 21 juin : Simon Delestre, cavalier de saut d'obstacles français.
- 22 juin :
  - Sione Lauaki, joueur de rugby à XV néo-zélandais († 12 février 2017).
  - Monty Oum, animateur américain († 1er février 2015).
- 26 juin : Damien Sargue, chanteur français.
- 27 juin : 
  - Cléber Santana, footballeur brésilien († 28 novembre 2016).
  - Michael Benjamin, chanteur, compositeur et producteur de musique haïtien († 15 octobre 2022).
- 30 juin : Vahina Giocante, actrice française.

## Juillet
- 4 juillet :
  - Tahar Rahim, acteur français.

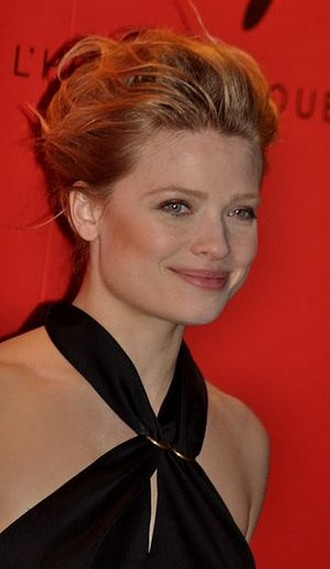
Mélanie Thierry en 2011.

  - Will Smith, joueur de football américain († 9 avril 2016).
- 6 juillet : Francesca Antoniotti, présentatrice et chanteuse française.
- 7 juillet : Paula Francisco Coelho, femme politique angolaise.
- 8 juillet :
  - Andy Gillet, acteur et mannequin français.
  - Anastassia Myskina, joueuse de tennis russe.
- 9 juillet : Natalia Oleinik, haltérophile ukrainienne.
- 12 juillet : « Juan Bautista » (Jean-Baptiste Jalabert), matador français.
- 13 juillet :
  - Zəlimxan Hüseynov, lutteur azerbaïdjanais.
  - Ágnes Kovács, nageuse hongroise.
  - Ineta Radēviča, athlète lettone.
  - Saida Riabi, lutteuse tunisienne.
  - Floribert Bwana Chui, catholique congolais (RDC) († 7 juillet 2007).
- 14 juillet : Jonathan Vandenbroeck alias Milow, chanteur belge.
- 15 juillet :
  - Alou Diarra, footballeur français.
  - Bibiche Kabamba, joueuse congolaise de handball.
  - Oksana Zubkovska, athlète handisport ukrainienne.
- 16 juillet : Viktor Viktorovytch Ianoukovytch, homme politique ukrainien († 20 mars 2015).
- 17 juillet : Mélanie Thierry, actrice française.
- 18 juillet : Michiel Huisman, acteur néerlandais.
- 19 juillet : Ahawi Amal Imani, lutteuse marocaine.
- 20 juillet : Samir Lemoudaâ, footballeur algérien.
- 21 juillet : Romeo Santos, auteur-compositeur-interprète américain et dominicain.
- 23 juillet : Raphaël Personnaz, acteur français.
- 24 juillet : Summer Glau, actrice américaine.
- 25 juillet : 
  - Kizito Mihigo, chanteur de gospel, auteur de chants liturgiques, organiste et compositeur rwandais († 17 février 2020).
  - Glauk Konjufca, personnalité politique kosovare.
- 26 juillet : Maicon, footballeur brésilien.
- 28 juillet : Steve Smith, basketteur américain.
- 29 juillet : Fernando Alonso, pilote espagnol de Formule 1.
- 30 juillet : Nicky Hayden, pilote de vitesse moto américain († 22 mai 2017).

## Août

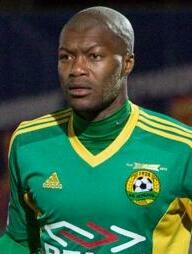
Djibril Cissé en 2013.

- 1er août : Wendy Dubbeld, mannequin femme néerlandais.
- 2 août : Florence Hainaut, journaliste belge.
- 3 août : Salvador Cortés, matador espagnol.
- 4 août : 
  - Abigail Spencer, actrice, productrice et scénariste de cinéma et de télévision américaine.
  - Meghan Markle, ancienne actrice américaine, devenue membre de la famille royale britannique.
- 5 août : 
  - Tsimafei Dranchuk, personnalité politique biélorusse.
  - Jesse Williams, acteur américain.
  - Donel Jack'sman, humoriste, comédien et chroniqueur français d'origine camerounaise.
- 6 août : 
  - Lucie Décosse, judoka française.
  - Abdourahmane Cissé, homme politique ivoirien.
- 8 août : 
  - Kaori Iida, chanteuse et ex-idole japonaise.
  - Meagan Good, actrice américaine.
  - Roger Federer, joueur de tennis suisse.
- 10 août : Natsumi Abe, chanteuse, actrice et ex-idole japonaise.
- 12 août :
  - Djibril Cissé, footballeur français.
  - Steve Talley, acteur américain.
  - Caylian Curtis, actrice pornographique tchèque.
- 14 août : 
  - Clément Beaune, homme politique français.
  - Kofi Kingston, catcheur ghanéen.
  - Ray William Johnson, blogger, producteur et acteur américain.
- 17 août : Ali Zougagh, footballeur algérien
- 18 août : César Delgado, footballeur argentin.
- 19 août : Rumeen Farhana, femme politique bangladaise.
- 20 août :
  - Ben Barnes, acteur britannique.
  - Patxi Garat, auteur-compositeur-interprète français.
  - Bernard Mendy, footballeur français.
- 22 août : Ross Marquand, acteur américain.
- 23 août : Wendy Lee Queen, chimiste spécialiste des matériaux américaine.
- 24 août : Chad Michael Murray, acteur américain.
- 25 août : Rachel Bilson, actrice américaine.
- 26 août : 
  - Nico Muhly, compositeur américain.
  - Yassine Ayari, blogueur et homme politique tunisien.
- 27 août : Maxwell, footballeur brésilien.
- 29 août : Émilie Dequenne, actrice belge († 16 mars 2025).

## Septembre
- 1er septembre : 

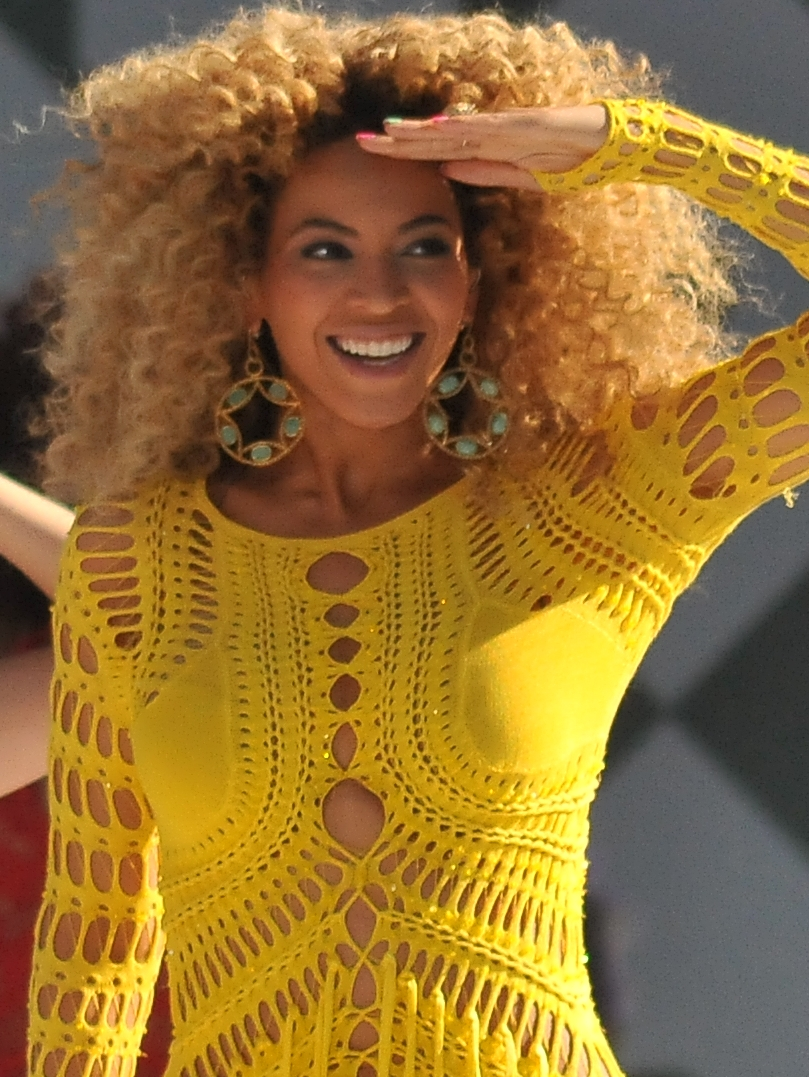
Beyoncé Knowles en 2011.

  - Boyd Holbrook, mannequin et acteur américain.
  - Barbara Niewiedział, athlète handisport polonaise.
- 3 septembre : Gautier Capuçon, violoncelliste français.
- 4 septembre :
  - Nicole Johänntgen, musicienne de jazz allemande.
  - Beyoncé, chanteuse américaine.
  - Jero, chanteur américain de enka exerçant au japon.
- 5 septembre :
  - Bruno Neves, coureur cycliste portugais († 11 mai 2008).
  - Bruna Ferraz, actrice pornographique brésilienne.
- 7 septembre : Vladimir Kara-Mourza, homme politique russe.
- 8 septembre : Karim Duval, humoriste franco-sino-marocain.
- 10 septembre : 
  - Cheick Sidibé, boxeur français.
  - Steven Wallis, Youtubeur canadien.
- 11 septembre : 
  - Charles Kelley, auteur-compositeur-interprète américain.
  - Dylan Klebold, responsable de la fusillade de Columbine († 20 avril 1999).
- 12 septembre :
  - Dirk Reichl, coureur cycliste allemand († 15 septembre 2005).
  - Jennifer Hudson, chanteuse et actrice américaine.
- 14 septembre : Ashley Roberts, chanteuse et danseuse américaine, membre du groupe The Pussycat Dolls.
- 15 septembre :
  - Dave Mantel, acteur, producteur de films et modèle pour photographe néerlandais († 1er décembre 2018).
  - Ben Schwartz, acteur, humoriste et producteur américain.
- 16 septembre : 
  - David Castello-Lopes, journaliste et humoriste franco-portugais.
  - Francesco Tristano, pianiste et compositeur luxembourgeois.
  - Fan Bingbing, actrice et chanteuse chinoise.
- 18 septembre : Camille Combal, animateur de radio et télévision français.
- 20 septembre : Feliciano López, joueur de tennis espagnol.
- 21 septembre : Nicole Richie, actrice américaine.
- 22 septembre : 
  - Babx, chanteur français.
  - Subaru Shibutani, chanteur et acteur japonais.
- 23 septembre : 
  - Robert Doornbos, pilote automobile néerlandais de Formule 1.
  - Natalie Horler, chanteuse et animatrice de télévision allemande, d'origine anglaise.
- 24 septembre : 
  - Fatma Rekik, femme d'affaires tunisienne.
  - Fernanda Urrejola, actrice chilienne.
- 25 septembre : 
  - Lee Norris, acteur américain.
  - Aamer Sarfraz, homme d'affaires et homme politique anglo-pakistanais.
- 26 septembre :
  - Asuka, catcheuse japonaise.
  - Yao Beina, chanteuse chinoise († 16 janvier 2015).
  - Christina Milian, chanteuse et actrice américaine.
  - Serena Williams, joueuse de tennis américaine.
- 27 septembre : Cytherea, actrice de charme américaine.
- 28 septembre : 
  - Melissa Claire Egan, actrice américaine.
  - Charly B, musicien français.
- 29 septembre : Kelly McCreary, actrice américaine.

## Octobre
- 1er octobre : 

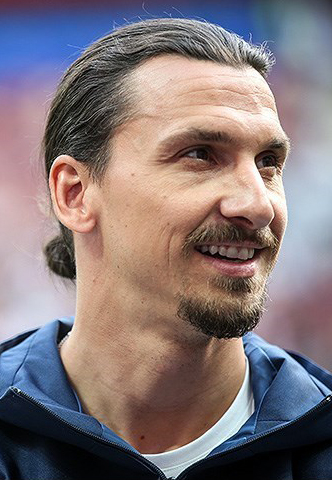
Zlatan Ibrahimović en 2018.

  - Roxane Mesquida, actrice française.
  - Taťána Malá, femme politique tchèque.
- 2 octobre : 
  - Jérémy Banti, matador français.
  - Sidney Samson, disc jockey néerlandais.
- 3 octobre : Zlatan Ibrahimović, footballeur suédois.
- 5 octobre : Thibaut Berland dit Breakbot, DJ et compositeur français.
- 7 octobre : Shane Olivea, joueur de football américain († 3 mars 2022).
- 9 octobre : Gaël Givet, footballeur français.
- 10 octobre : Mustapha Boussaid, footballeur algérien.
- 11 octobre : Silvia Covolo, femme politique italienne.
- 12 octobre : Brian J. Smith, acteur américain.
- 13 octobre : Kele Okereke, chanteur et guitariste anglais du groupe Bloc Party.
- 15 octobre :
  - Elena Dementieva, joueuse de tennis russe.
  - Léa Fehner, réalisatrice et scénariste française.
  - Ñengo Flow, chanteur portoricain.
- 16 octobre : Nourdin El Ouali, homme politique néerlandais.
- 19 octobre : Heikki Kovalainen, pilote de Formule 1.
- 24 octobre : Dunya Khayame, actrice néerlandaise.
- 26 octobre : Guy Sebastian, chanteur et auteur-compositeur australien.
- 27 octobre : 
  - Léonore Confino, actrice et auteure de théâtre franco-suisse.
  - Seth Gueko, rappeur français.
  - Sririta Jensen, actrice thaïlandaise.
- 30 octobre : 
  - Jun Ji-hyun, actrice sud-coréenne et mannequin.
  - Ivanka Trump, femme d'affaires et ancien mannequin américain.
- 31 octobre : Frank Iero, guitariste du groupe My Chemical Romance.

## Novembre

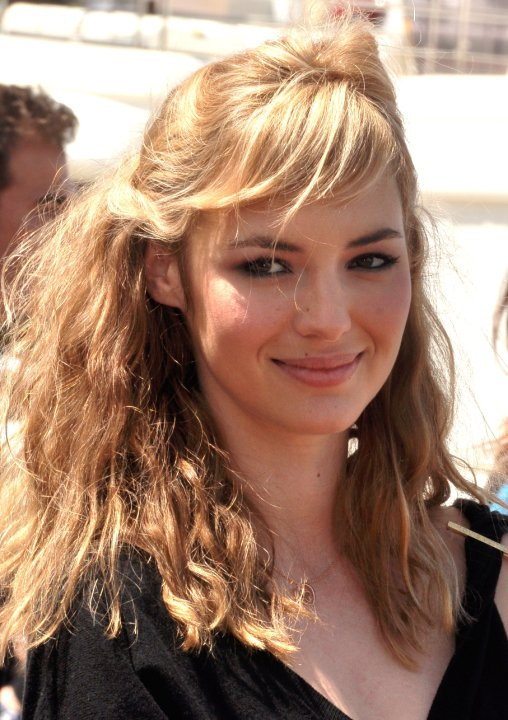
Louise Bourgoin en 2010.

- 3 novembre : Jackie Gayda, catcheuse américaine.
- 4 novembre : Guy Martin, pilote motocycliste anglais.
- 5 novembre : Marquese Scott, danseur américain.
- 7 novembre : 
  - Anushka Shetty, actrice indienne.
  - Muhammad Hassan, lutteur professionnel américain.
- 8 novembre :
  - Azura Skye, actrice américaine.
  - Latifat Tijani, haltérophile nigériane.
- 10 novembre : Amanda Fraser, athlète handisport australienne.
- 11 novembre : Guillaume de Luxembourg, héritier du grand-duc Henri.
- 18 novembre : Alaa Abdel Fattah, militant, blogueur et informaticien égyptien.
- 21 novembre : Ainārs Kovals, né à Riga, est un athlète letton spécialiste du lancer du javelot.
- 22 novembre : 
  - Hoda Saad, chanteuse marocaine.
  - Song Hye-kyo, actrice sud-coréenne.
  - Amy Seimetz, actrice, réalisatrice, productrice et scénariste américaine.
- 24 novembre : Éric Raffin, jockey de trot monté.
- 25 novembre :
  - Marina Koller, chanteuse de schlager.
  - Xabi Alonso, footballeur espagnol.
  - Augusta Palenfo, actrice burkinabé.
  - Barbara et Jenna Bush, filles jumelles de George W. Bush.
- 26 novembre :
  - Magali Berdah, femme d'affaires française.
  - Katie-George Dunlevy, coureuse cycliste handisport irlandaise.
- 28 novembre : 
  - Louise Bourgoin, actrice, mannequin et animatrice de télévision française.
  - Moyindo Mpongo, acteur congolais.
  - Érick Rowan, catcheur américain.
- 29 novembre : Bun Hay Mean, humoriste, acteur français († 10 juillet 2025).

## Décembre

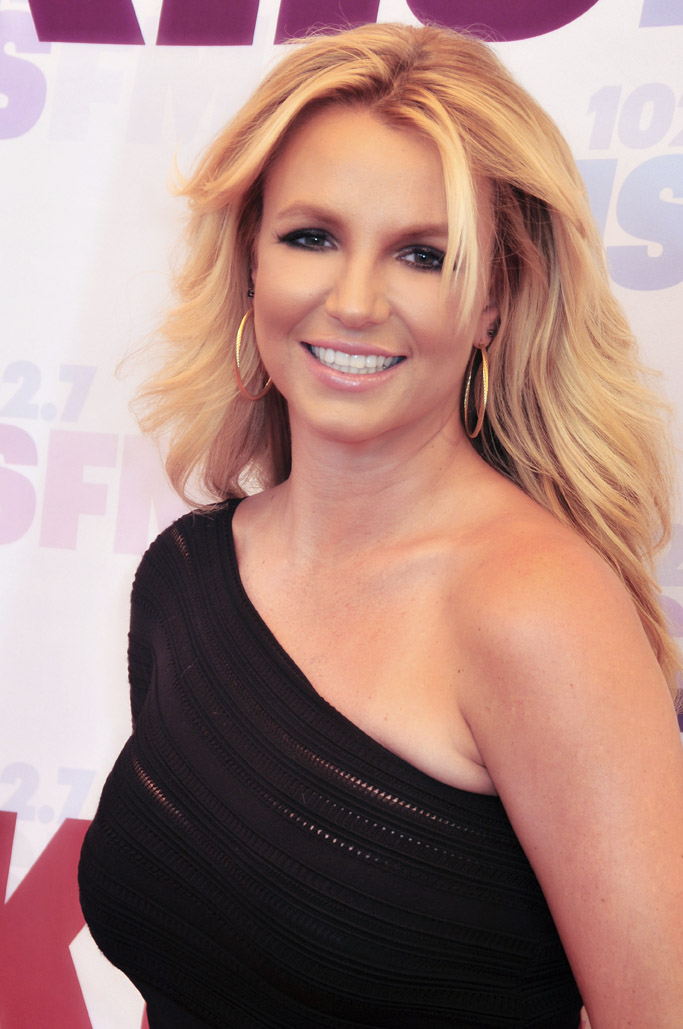
Britney Spears en 2013.

- 1er décembre : Francia Márquez, militante afro-colombienne.
- 2 décembre :
  - Josef Schovanec, philosophe et écrivain français.
  - Britney Spears, chanteuse américaine.
- 3 décembre : David Villa, footballeur espagnol.
- 4 décembre : Li Zhuo, haltérophile chinoise.
- 5 décembre : Adan Canto, acteur mexicain († 9 janvier 2024).
- 9 décembre : 
  - Mardy Fish, joueur de tennis américain.
  - Kémi Séba, activiste anticolonialiste et essayiste béninois.
- 11 décembre : 
  - Courtney Henggeler, actrice américaine.
  - Jobie Dajka, coureur cycliste sur piste australien († 4 avril 2009).
- 13 décembre : Amy Lee, chanteuse américaine, leadeuse du groupe Evanescence.
- 15 décembre :
  - Paolo Lorenzi, joueur de tennis italien.
  - Najoua Belyzel, chanteuse française.
  - Thomas Herrion, joueur de football américain († 20 août 2005).
- 16 décembre : Reanna Solomon, haltérophile nauruane († 4 juillet 2022).
- 17 décembre : S3RL, disc jockey australien.
- 18 décembre : Houari Manar, chanteur algérien de la scène raï († 7 janvier 2019).
- 20 décembre : 
  - Julien Benneteau, joueur de tennis français.
  - Adrien Jolivet, acteur, chanteur, guitariste et compositeur français.
- 24 décembre : 
  - Justice Christopher, joueur de football nigérian († 9 mars 2022).
  - Dima Bilan, chanteur russe.
- 25 décembre : La Fouine, rappeur et compositeur français.
- 27 décembre : Lise Darly, chanteuse française.
- 28 décembre :
  - Natalie Golda, joueuse américaine de water-polo.
  - Park Hyo-Jin (ou Narsha), chanteuse sud-coréenne, membre de Brown Eyed Girls.
- 30 décembre :
  - Cédric Carrasso, footballeur français.
  - Louise Monot, actrice française.

## Date inconnue
- Amy Belle, une auteure-compositrice-interprète écossaise.
- Bella Agossou, actrice béninoise.
- Laetitia Bica, photographe belge.
- Amzat Boukari-Yabara, historien franco-béninois, spécialiste de l’Afrique et secrétaire général de la ligue panafricaine Umoja.
- Sineb El Masrar, féministe allemande.
- Yirgalem Fisseha Mebrahtu, poétesse, écrivaine et journaliste érythréenne.
- Viviana Grădinaru, neuroscientifique roumano-américaine.
- Alaina Percival, cheffe d'entreprise américaine.
- Charm Tong, militante birmane pour les droits humains.
- Anna Witt, artiste contemporaine allemande.
- Cheery Zahau, militante birmane pour les droits de la personne humaine.
- Anton Ielizarov, militaire russe, actuel chef du Groupe Wagner.